# ジャムホームメイド
JAM HOME MADE （ジャムホームメイド）は、代表取締役の高橋征明とブランドディレクター増井元紀が1998年に発表した、結婚指輪、ジュエリー・アクセサリーを中心に企画・製造・販売する日本のファッションブランドである。

## 歴史

### ブランド創業
1998年春、創立メンバーである代表取締役の高橋征明とブランドディレクター増井元紀によって「JAM home made」は発表された。
ブランド名の“JAM”は食べ物のジャムではなく、「JAM SESSION」の“JAM”に由来する。「JAM SESSION」とはジャズミュージックにおいて、プレイヤー同士が集まって行われる即興演奏を指す言葉である。ひとつの空間の中で様々な音同士がシンクロしていくような感覚を、人とモノの関係にも置き換えられるという思いが根底にある。
ブランドのコンセプトは「肌に最も近いプロダクトとしてジュエリー、アクセサリーをメインにデザインの本質的な必要性（＝『思いやり』『笑顔』）を主張し、提案」。
1999年、伊勢丹新宿店本館メンズ解放区へ出展。
流行によってどんどん古くなり消費されてしまうものへのアンチテーゼを込めて、アクセサリーを腐る生モノという概念で扱い、いつまでも新鮮で腐らないように商品を入れたジャム瓶を冷蔵庫で冷やして販売するというインスタレーションを行った。

### 初の直営店

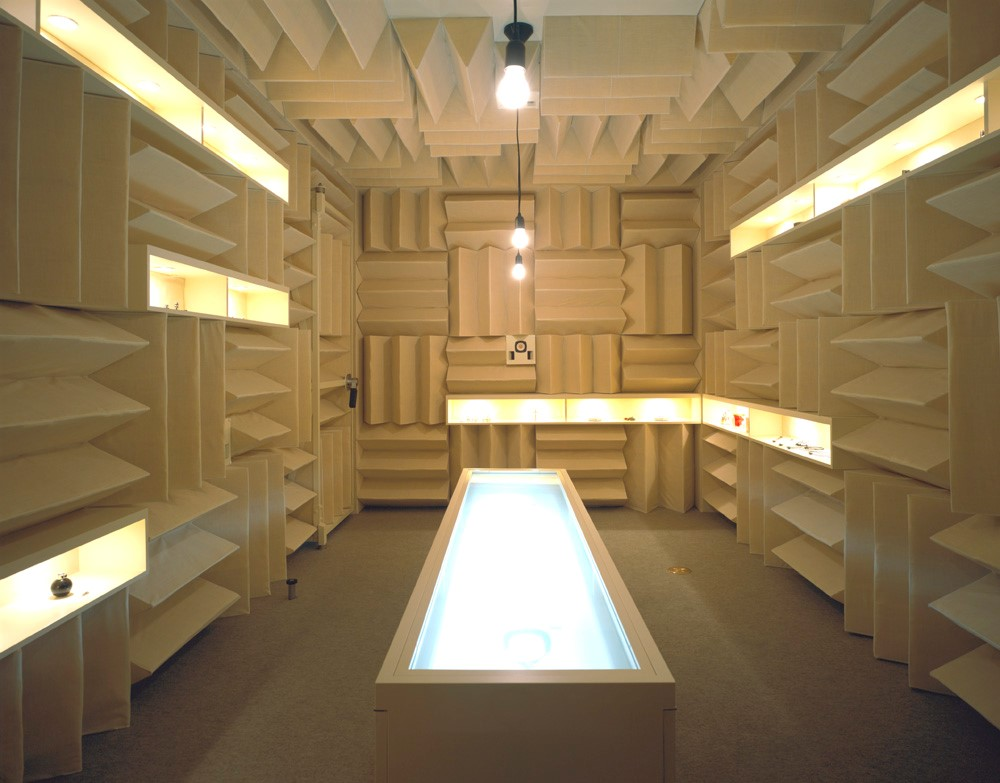
ジャムホームメイド初の直営店の店内（2000年）

2000年、千駄ヶ谷の住宅地に出店。結婚指輪をメインとした真っ白な内装で、店内は無響室となっており「音で感じる空間」をテーマに、音響は、アルヴァ・ノト（Alva Noto）の活動名で知られるカールステン・ニコライ (Carsten Nicolai）が担当した。翌年、2001年10月には直営1号店の「白」に対し、「黒」をコンセプトとした2号店を出店。

### 旗艦店の移転リニューアル
2018年、ブランド創立20周年を迎えたJAM HOME MADEは、原点回帰の意味も込め、スタートの地である千駄ヶ谷に再び旗艦店をオープンさせる。
EC、実店舗といったショッピングの方法に関わらず、これからはすべての消費者にとって利便性やコミュニケーションといったそれぞれの利点を享受できることが当たり前に求められるようになると考え、リアルとバーチャルのバリアフリーを実体験できる店舗をデザインした。
店内の壁面には、ECサイトの閲覧者がアバターとして投影される。バーチャルだけでも一分間に約2000人が来店できるという。
ECサイトで買い物をする消費者が増加している現代においてこの店舗を作った意図として、ディレクターの増井は、「私達にとって、お客様はインターネットでも実店舗でも等しく大切」であり、「それを実店舗で表現する」ために、「ECの来店者を店内に投影するという試み」につながったと話す。
また、ECでは24時間商品が購入できるのが当たり前なため、実店舗への来客に対しても等しいサービスを提供するために「24時間結婚指輪が買える自動販売機」を設置している。自動販売機では、手作りの指輪キットである「名もなき指輪」を販売し、店頭には、購入した人がその場で指輪製作ができるワークスペース、来店の記憶（＝履歴）として付属の南京錠を取り付けるフレームも設けている。
2020年現在において、このような試みは業界初として様々なテレビメディアに取り上げられた。
JAM HOME MADE東京店は、2019年度グッドデザイン賞を受賞。

## 沿革

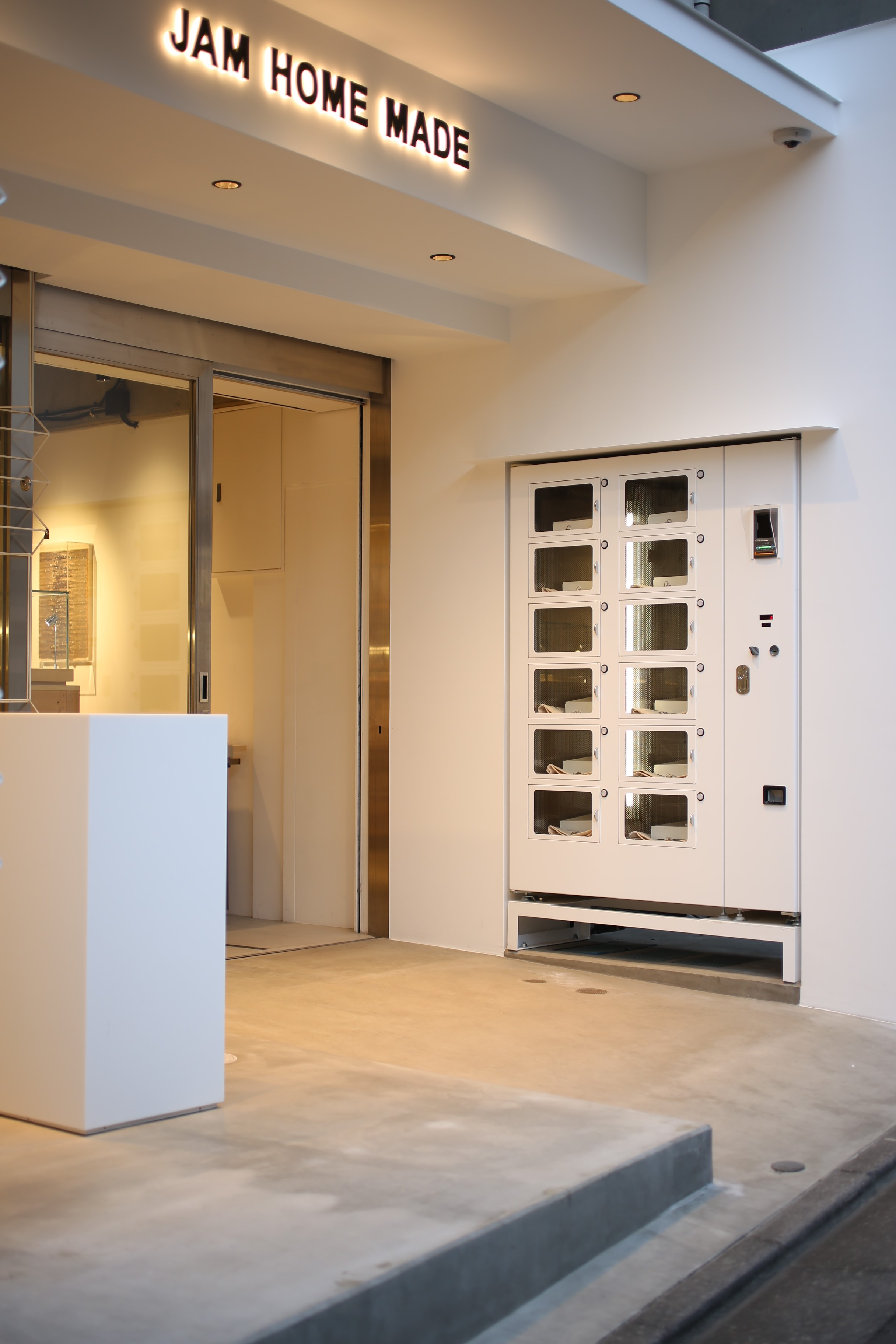
ジャムホームメイドの現在の店舗（2018年）。24時間購入可能な結婚指輪の自動販売機が設置されている。

- 1998年 - JAM home made 発表
- 1999年 - 伊勢丹新宿店本館メンズ解放区 出展
- 2000年 - 東京直営店が開店
- 2001年 - 東京2号店が開店
- 2002年 - 神戸店が開店
- 2003年 - JAM HOME MADE（大文字）発表
- 2003年 - 伊勢丹新宿店メンズ館1Fに開店
- 2005年 - ブランド名をJAM HOME MADE & ready made に改める
- 2005年 - JAM HOME MADE & ready made 東京店が移転しリニューアルオープン
- 2005年 - JAM HOME MADE & ready made 京都店が開店
- 2006年 - Disney商品の開発をスタート
- 2006年 - BLACK BRIDAL 発表
- 2006年 - JAM HOME MADE & ready made INLET青山店が開店
- 2006年 - JAM ready madeマイシティ新宿店が開店
- 2006年 - JAM ready madeルミネ新宿店が開店
- 2007年 - JAM HOME MADE & ready made NONMETAL 伊勢丹新宿店が開店
- 2008年 - JAM HOME MADE & ready made うめだ阪急店が開店
- 2008年 - JAM HOME MADE 名古屋店が開店
- 2010年 - JAM HOME MADE 東京店が原宿とんちゃん通りへ移転しリニューアルオープン
- 2010年 - ブランド名をJAM HOME MADEに改める
- 2010年 - JAM HOME MADE 京都店 リニューアルオープン
- 2011年 - JAM HOME MADE 神戸店 リニューアルオープン
- 2016年 - JAM HOME MADE 東京店 JAM HOME MADE TRILOGY MUSEUM SHOPとしてリニューアルオープン
- 2016年 - 名もなき指輪グッドデザイン賞受賞
- 2018年 - JAM HOME MADE 東京店が千駄ヶ谷へ移転しリニューアルオープン
- 2019年 - JAM HOME MADE 東京店がグッドデザイン賞受賞

## 代表的な商品シリーズ

### 名もなき指輪
2012年発表

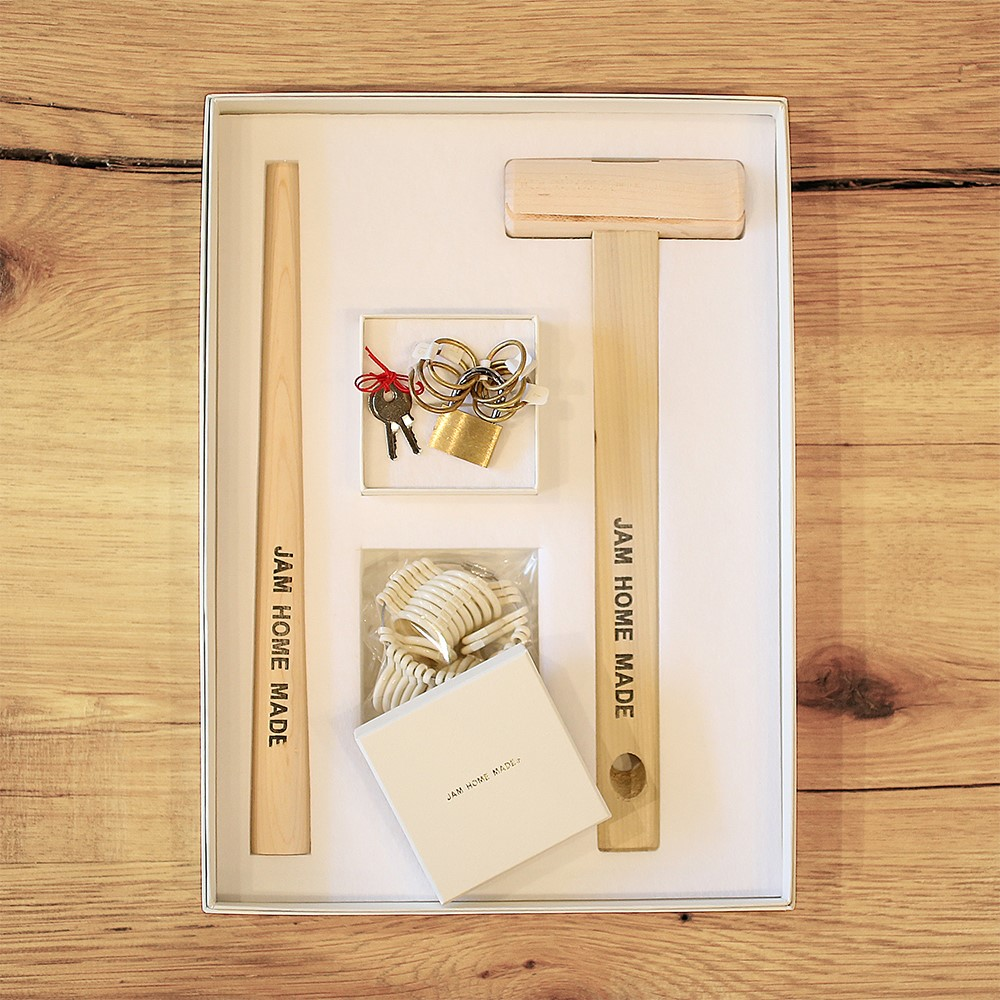
グッドデザイン賞を受賞したジャムホームメイドの代表作「名もなき指輪」

当時はメジャーではなかった「手作り結婚指輪」の先駆けとして発表された「名もなき指輪」は、楕円にゆがんだ真鍮のリングを芯棒に通し、木槌でたたいて真円に仕立て上げる手づくりの指輪。
サイズ対応が可能なリングセットと、指のサイズを測るリングゲージなど製作に必要な道具が一緒にパッケージングされ、いつでもどこでも誰とでも指輪づくりができる。「自分たちで作る」「過ごした時間がカタチになる」個人の感じる“コト”の価値を表現したプロダクトである。
後に自分たちで作った「名もなき指輪」を原型として型にとり、プラチナやゴールドで造りかえ、結婚指輪（世界に一つだけの指輪）として生まれ変わらせることができる。
また、店頭ではこの「名もなき指輪」を、無料で体験できるワークショップを随時開催している。
「名もなき指輪」が誕生した背景についてディレクターの増井は、指輪に対して「どうしたらもっと、手にする人にとって価値のあるモノになるのか？」と考えた際に、知らない誰かが作るよりも「愛する相手が想いを込めて作ってくれた方が嬉しいのではないか」という思いから辿り着いたのが、お互いの手で指輪を作るというこのかたちだったと話す。

#### 「名もなき指輪」のシリーズ
- 名もなき指輪　-真鍮-
- 名もなき指輪　-真鍮　シルバーネックレスつき-
- 名もなき指輪　-シルバー-
- 名もなき指輪　-WEDDING（プラチナ）-
- 名もなき指輪　-baby-
- 名もなき指輪　–NUMBER (N)INE-
- 名もなき指輪　–glamb-
- 名もなき指輪　–NO COFFEE-
- 名もなき指輪　–しかく-
- 名もなき指輪　-ともだち-
- ハローキティ名もなき指輪キット
- 読売ジャイアンツ名もなき指輪キット
- 自販機限定名もなき指輪キット

### 私たちのカタチ- 指輪 -
2020年発表

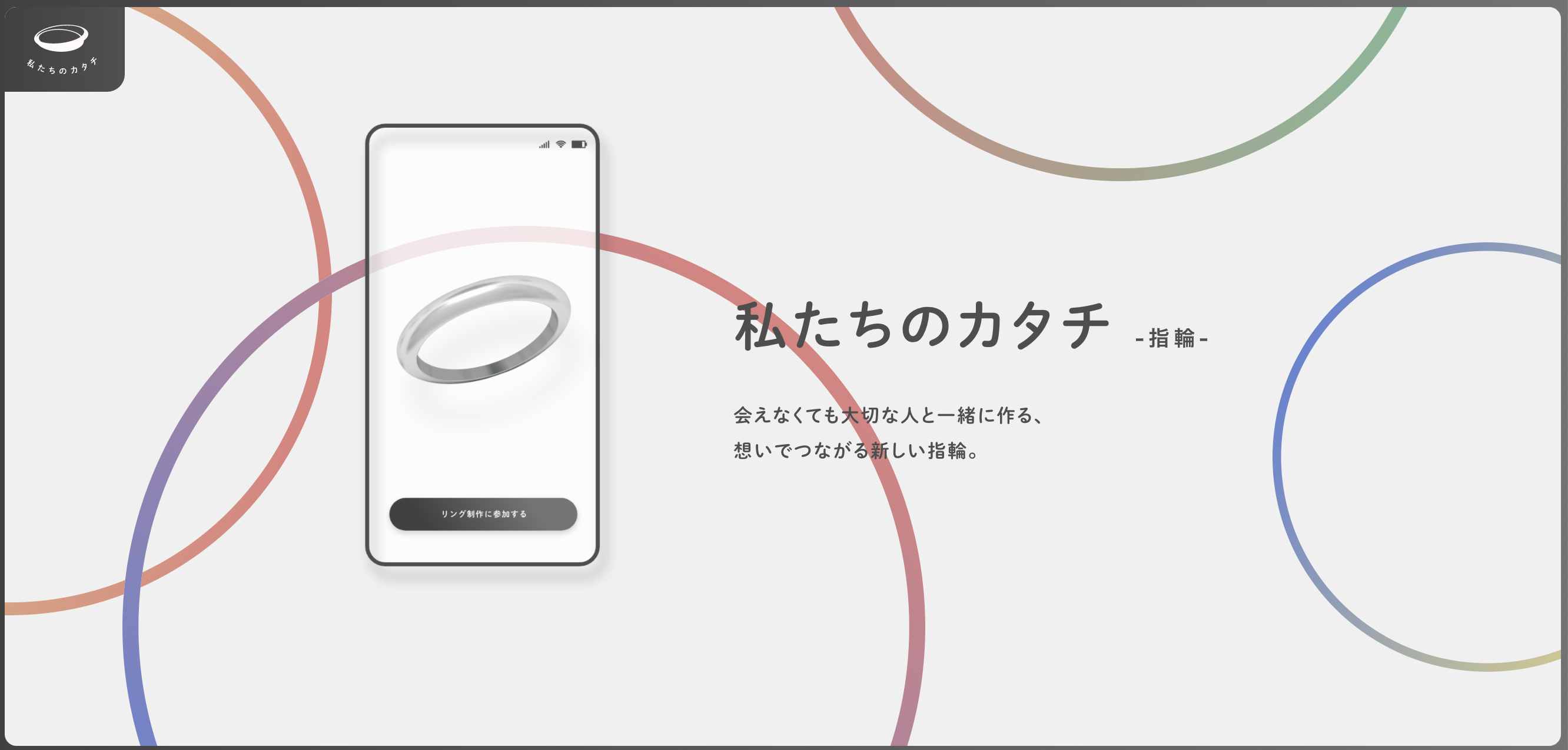
私たちのカタチ- 指輪 -（2020年）。オンライン上で指輪作りに参加できるデジタル指輪制作サービス。

スマートフォンに映し出される指輪の3Dデータをタップしていくことで槌目模様を付け、完成した3Dデータを型にして、指輪を制作するデジタル指輪制作サービス。購入者が招待した相手が自由に指輪のデータをタップしてデザインを変化させていくことができる。自分たちで木槌で指輪を叩いて作る手作り指輪『名もなき指輪®』をアイデアの起点に、直接会うことのできない相手でも、遠方からオンライン上で指輪作りに参加できる仕組みを作り出した。

### 約束の指輪™
2018年発表

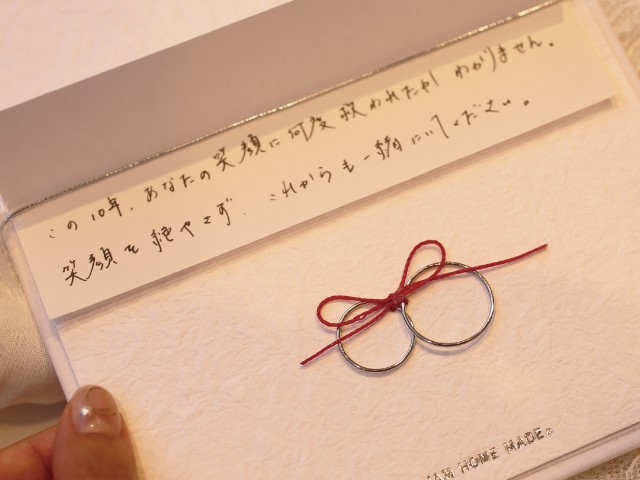
JAM HOME MADEの約束の指輪（2018年）。写真の指輪幅は0.8ｍｍ。手紙を添えて贈ることが出来る。

パッケージが手紙型になったプラチナの結婚指輪。手紙にメッセージを添えて渡すことで、様々なシチュエーションによるそれぞれのストーリーが生まれることをコンセプトとしている。指輪は0.8mm幅から1.5mm幅までのシンプルなデザインで、プラチナ950でありながら9,350円から購入できる。ブランド社内の工房で専属の職人が手作業で製作することにより、クオリティと低価格の両立を実現した。

### SAFETY PIN（安全ピン）
2001年発表

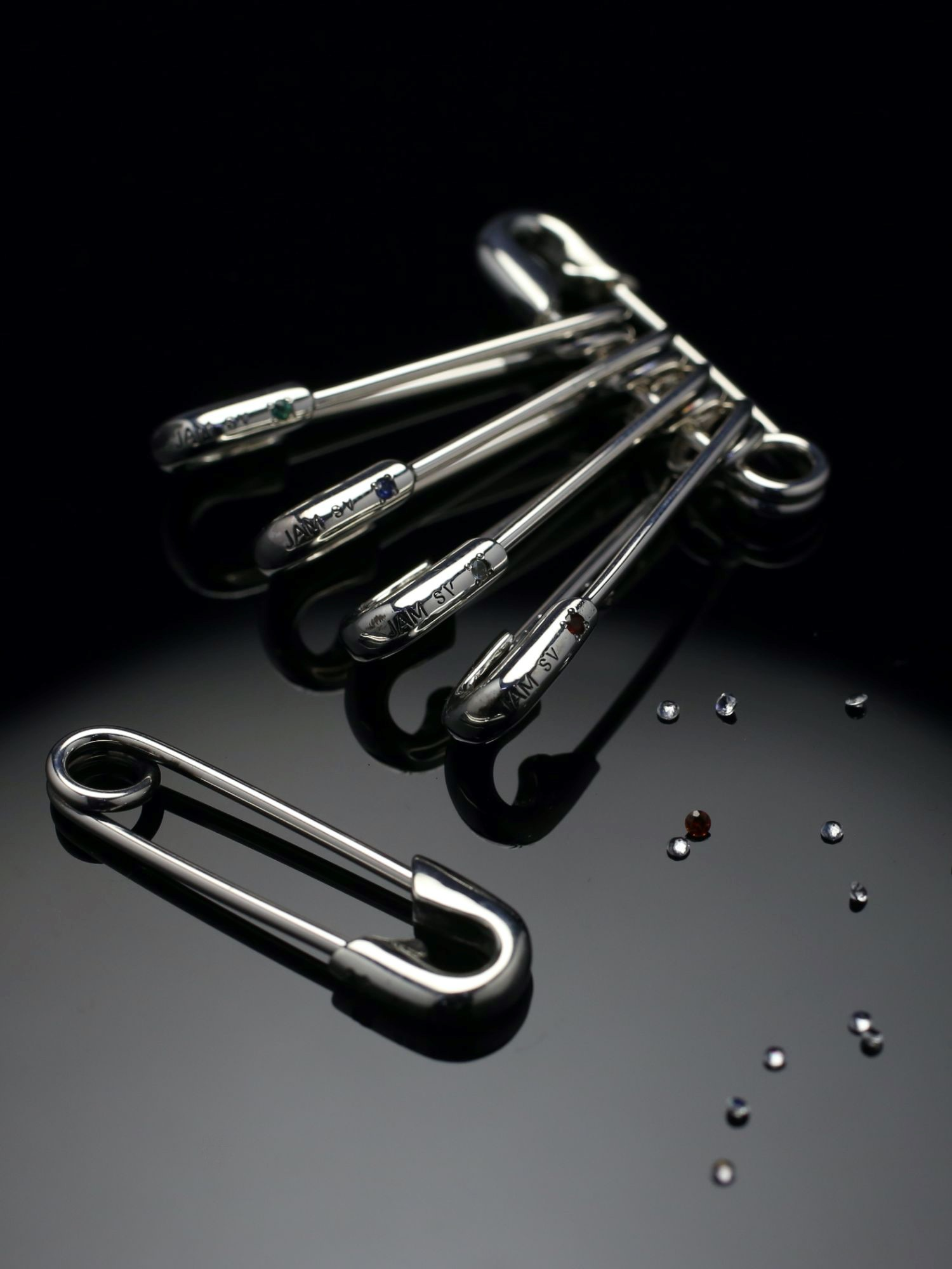
JAM HOME MADEの定番「安全ピン」のピアス。ダイヤモンドをはじめとする宝石が1石セットされている。素材はシルバー925。

ブランド創成期から採用し、ブランドの代名詞ともなっているモチーフのひとつ。パンクファッションの象徴であり、また身近にありふれたものでもある安全ピンをシルバーやゴールドで製作し、貴石を加えることで装飾品とした。ネックレス、リング、ブレスレット、キーホルダー、ウォレットチェーンなど様々な商品に用いられている。

### COLLEGE RING（カレッジリング）
2009年発表

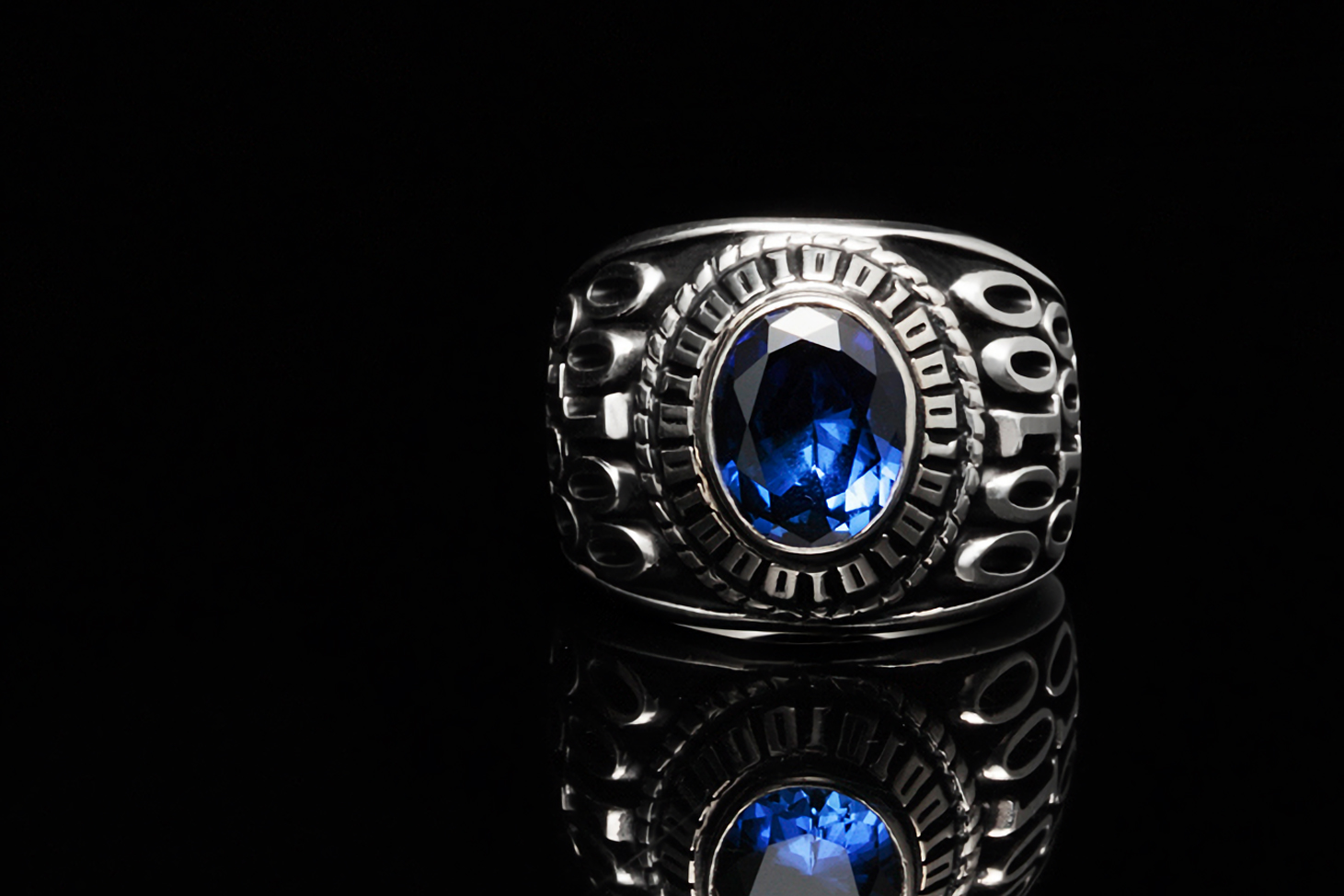
JAM HOME MADEのハイブリッドカレッジリング。トップの石は模造石。素材は純銀で作られている。

定番として展開する「ハイブリッドカレッジリング」は、原型をカレッジリングの本場、アメリカの伝統的な工房で職人がハンドメイドによって彫り起こし、生産を日本国内の職人が行うことにより生まれる、本場の技術と品質の良さを兼ね備えた「MADE IN USA( & JAPAN）」である。デザインは、アメリカの古き良き時代を象徴するカレッジリングに、デジタル機器における2進数０と１を刻んだのが特徴。また、その他に2010年には7万通り以上のパターンから組み合わせを選び、人生の節目やパーソナルな思い出を刻むことのできるオーダーメイドのカレッジリングも発表している。

### SKULL（スカル /髑髏）
2006年発表

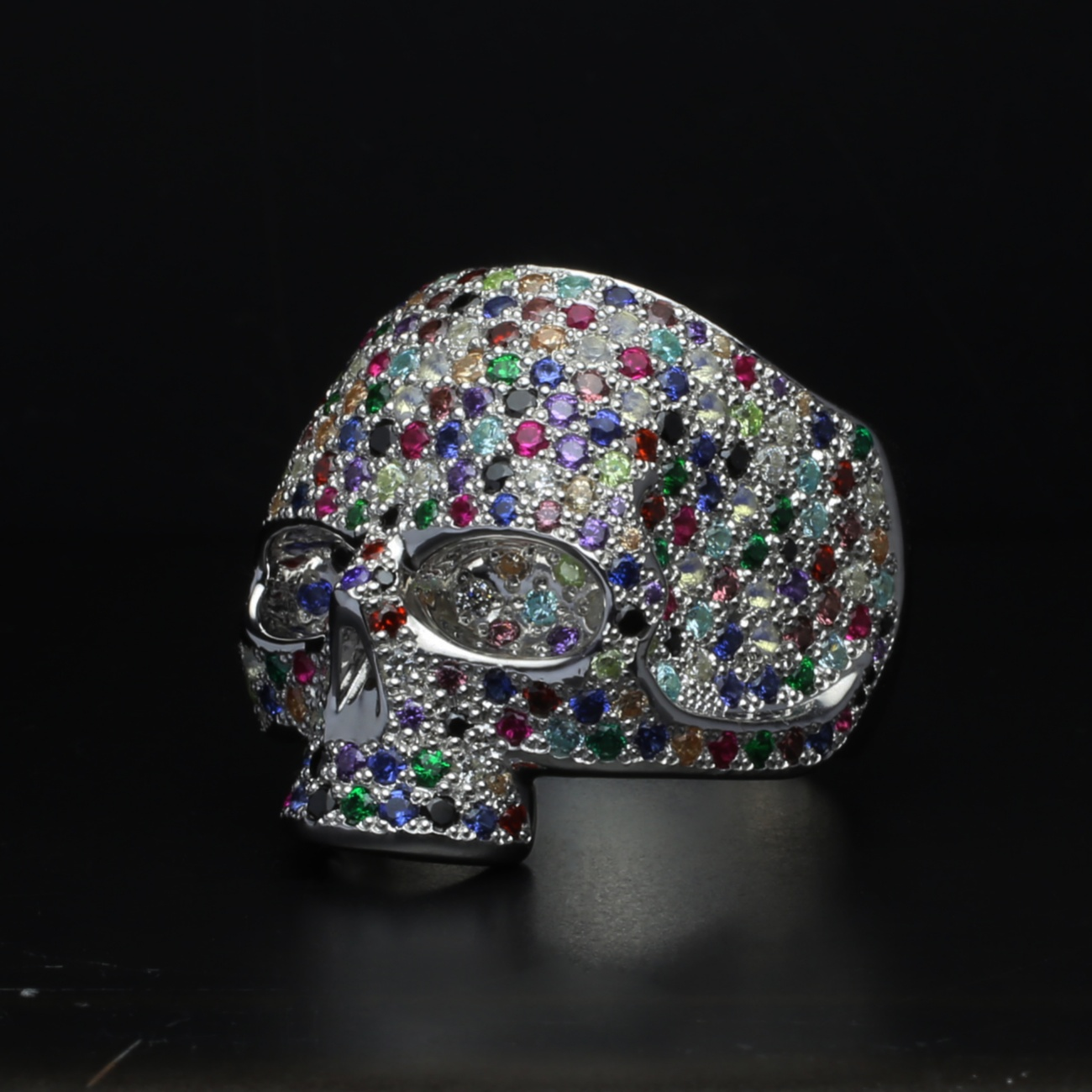
JAM HOME MADEの21周年を記念して発売された「パヴェスカルリング」。誕生石カラーの細かな石を散りばめ、表面を飾っている。

元来スカルモチーフには、「メメント・モリ」（Memento-Mori）の意味が込められている。メメント・モリとは、「人はいつか必ず死ぬのだから、そのことを忘れず、生きている今を楽しもう」というラテン語の教えに由来する思考で、“死”を恐怖としてとらえるのではなく、限りある命への前向きでポジティブなマインドを大切にするという意味合いである。また、「全ての人間、肌の下は皆同じ姿。」という、人種差別へのアンチテーゼの意味もあると言われる。
JAM HOME MADEのスカルモチーフは、ディテールを削ぎ落としたミニマルな表情が特徴的である。また、スカルリングの内側には小さいスカルを彫金し、人間の二面性を表現している。

## コラボレーション
JAM HOME MADEにとってのコラボレーションとは、自由な即興変化によって新しい化学変化を生み出すもの、との意を込めて「JAM SESSION」と名付けている。
アーティストやクリエイター、アニメーションなど多岐にわたるカルチャーとコラボレーションしている。

### ブランド
- NUMBER (N)INE（ナンバーナイン）
- HYSTERIC GLAMOUR（ヒステリックグラマー）
- ZUCCa（ズッカ）
- STUSSY（ステューシー）
- JOSTENS（ジャスティンズ）
- Tricker’s（トリッカーズ）
- adidas（アディダス）
- CA4LA（カシラ）
- PORTER（吉田カバン ポーター）
- Dickies（ディッキーズ）
- Holiday （ホリデイ）
- WHIZ LIMITED（ウィズ）
- BRIEFING（ブリーフィング）
- marka（マーカ）
- retaW（リトゥー）
- CODY SANDERSON（コディーサンダーソン）
- TIMEX（タイメックス）
- NEW ERA（ニューエラ）
- TRASER（トレーサー）
- CONVERSE（コンバース）
- FDMTL（エフディーエムティーエル）
- A BATHING APE（ベイシングエイプ）
- glamb（グラム）
- Shibaful（シバフル）
- #FR2（エフアールツー）
- SEVESKIG（セヴシグ）
- VAN Jacket（ヴァンジャケット）
- Paraboot（パラブーツ）
- G-SHOCK（ジーショック）
- BOUNTY HUNTER（バウンティーハンター）
- NO COFFEE（ノーコーヒー）
- GEORGE COX（ジョージコックス）
- A STORE ROBOT（アストアロボット）
- PUNK DRUNKERS（パンクドランカーズ）

### アーティスト
- MADSAKI（マッドサキ）
- とんぼせんせい
- JO1

2020年8月26日発売のJO1の2ndシングル「STARGAZER」初回プレス分に応募抽選券が封入され、特典の一つとして、JAM HOME MADE東京店にてメンバー手作りの一点もののブレスレット22点が製作された。製作の様子はGYAO「JO1 HOUSE season2 #3」にて放映された。

### アニメ・漫画
- 新世紀エヴァンゲリオン
- 交響詩篇エウレカセブン
- ジョジョの奇妙な冒険
- 赤髪の白雪姫
- PSYCHO-PASS サイコパス
- ONE PIECE
- ディズニー ツイステッドワンダーランド
- キン肉マン
- ドラえもん
- 映画 えんとつ町のプペル
- サイボーグ009
- 仮面ライダー
- ウルトラマン
- よつばと！
- 聖闘士星矢
- ケロロ軍曹
- あらいぐまラスカル
- 機動戦士ガンダム
- 竜とそばかすの姫
- シャーマンキング
- SK∞
- 鬼滅の刃
- ドラゴンクエスト・ダイの大冒険
- ちいかわ

### 日本の伝統工芸
- 現代の名工・坂元勝彦
- 印傳屋　上原勇七
- 江戸切子
- 袖師焼
- 波佐見焼

### キャラクター
- MEDICOM TOY（メディコムトイ）
- HELLO KITTY（ハローキティ）
- Steiff（シュタイフ）
- Disney（ディズニー）

Disneyとのコラボレーションは、2006年より「Disney Collection」と題し定期的に発表されている。ミッキーマウスやミニーマウスをはじめ、初期作品のキャラクターであるピート、シンデレラ、白雪姫、ラプンツェル、アナと雪の女王、アラジン、リトル・マーメイドなどのプリンセスシリーズ、トイ・ストーリー、ベイマックス、モンスターズ・インク、スターウォーズ、パイレーツ・オブ・カリビアンなど、そのラインナップは多岐にわたる。

## シグネチャーコレクション
JAMのシグネチャーコレクションとは、”個のユーザビリティを追求することで新境地を切り拓く”ことをコンセプトに、クリエイター個人のこだわりを掘り下げて商品化したコレクションのこと。
様々な分野で活躍する人物と協業を行っている。
- 片山正通（インテリアデザイナー / ワンダーウォール代表）
- 神山健治（アニメーション監督 / 「攻殻機動隊S.A.C.」シリーズほか）
- 桑原茂一（音楽プロデューサー / 放送作家 / 雑誌編集者 / 選曲家）
- 沖嶋信（プロデューサー / 写真家 / ブランディングディレクター）
- 渡邊謙一郎（STANDARD TRADE.代表）
- 富野由悠季（アニメーション監督 / 「機動戦士ガンダム」シリーズほか）
- 京田知己（アニメーション監督 / 「交響詩篇エウレカセブン」シリーズほか）
- 倉石一樹（クリエイティブ・ディレクター / グラフィックデザイナー）
- 石川涼（株式会社せーの代表 / 「VANQUISH」「#FR2」ほか）
- 南雅彦（アニメーションプロデューサー / BONES代表取締役 / 「鋼の錬金術師」「交響詩篇エウレカセブン」シリーズほか）
- Aitsu（アパレルブランド「PUNK DRUNKERS」によるキャラクター）
- 三島珠美枝（元CDセレクトショップバイヤー）
- 松本博幸（Webマガジン「OPENERS」編集長）
- 太田智之（雑誌「smart」編集長）
- 黒田博樹（元プロ野球選手 / 野球解説者）
- オカモトショウ（OKAMOTO'Sボーカル）
- ももいろクローバーZ（アイドルグループ）
- 山口一郎（サカナクションボーカル)
- 辛酸なめ子（漫画家 / コラムニスト）

ももいろクローバーZと親交があり、百田夏菜子がテレ朝動画「ミュゼ・ドゥ・ももクロ」内のデザインを学ぶ企画にて片山正通、中郡暖菜と共にJAM HOME MADE本社を訪れ、ディレクター増井とデザインについての談義を交わした。
玉井詩織は「ももクロポシュレ第三弾」として「ももクロ×ジャムホームメイド オトナももクロウォレット」をプロデュースした。JAM HOME MADE東京店店頭のフェンスには百田夏菜子と玉井詩織手書きの南京錠が取り付けられている。
また、OKAMOTO’Sのオカモトショウとも親交が深く、2019年オカモトショウ生誕祭では、コラボレーション財布を製作した。これはオカモトショウが手書きでOKAMOTO’Sの「Dancing Boy」の歌詞を書いた一枚の牛革をカットして作られた29点のみの限定商品であった。OKAMOTO’S 公式アプリ「オカモトQ」において、オカモトショウが実際に歌詞を書きこむ動画がアップされた。

## 過去のコレクション
- 1999年 - ROPE / LEATHER
- 2000年 - GYLO / HONEYCOMB
- 2001年 - XXX / NEW SCHOOL
- 2002年 - DARK CHANGE / JAMES & YVES
- 2003年 - DARK CHANGE2 / DARK CHANGE2
- 2004年 - FASHION OR DIE / GERMS OR GEMS
- 2005年 - SUPER MINIMUM / SUPER BLACK MARKET
- 2006年 - IS THIS JAM? / THE OUTSIDERS
- 2007年 - EL TOPO / THE REVELATION
- 2008年 - JJJ / FORCE
- 2009年 - RE:CYCLE / MAGIC JACKSON
- 2010年 - CUSTOMIZE / ORDER MADE COLLEGE RING
- 2011年 - R.I.P SERVICE / RETROSPECTIVE

以降、コレクションナンバー形式で年3度の展示会を開催。現在までで発表したコレクションの回数は上記を含み64回である。（2024年4月現在）

## 受賞歴
2016年度に「名もなき指輪」、2019年度に「JAM HOME MADE東京店」がグッドデザイン賞を受賞している。
- 2016年度グッドデザイン賞「名もなき指輪」[15]

審査委員は「自分だけでなく多くの関係者が製作に参加できるというストーリー性が優れている。プロダクトそのものだけでなくパッケージの質の高さにも好感が持てる」と発言している。

- 2019年度グッドデザイン賞「JAM HOME MADE東京店」[6]

24時間購入可能な「結婚指輪の自動販売機」、さらにECでの来客をアバターとして店舗壁面に映し出すなど、買う行為のリアルとバーチャルを組み合わせた新しい試み。20坪に、1分間で数万人が来店できるという。通常は、はっきり分けられているこの2つの行為を組み合わせた空間は、店舗の外に広げられた自動販売機コーナーと店全面のリアルな販売エリア、そしてその奥のバーチャルを可視化するエリアからなっている。このようなスタイルについては賛否両論あると思うが、全体がシンプルにまとめられ、難しい課題に空間として答える挑戦をしている部分が評価された。